# Lycaena pang
Lycaena pang är en fjärilsart som beskrevs av Charles Oberthür 1886. Lycaena pang ingår i släktet Lycaena och familjen juvelvingar. Inga underarter finns listade i Catalogue of Life.